# Edme Henri de Beaujeu
Edme Henry de Beaujeu, né le 22 mai 1741 à Mézilles (Yonne), mort le 28 juin 1818 à Châlons-sur-Marne (Marne), est un général de brigade de la Révolution française.

## Biographie
Il entre en service le 1er février 1757 comme cornette au régiment Royal-Piémont cavalerie, il est blessé d’un coup de biscaïen à l’épaule droite, à la bataille de Créfeld le 23 juin 1758 puis il se signale à Lutzelberg le 10 octobre 1758.
Il est nommé capitaine en 1773, et il est fait chevalier de Saint-Louis par ordonnance signée du roi en 1781. Il devient chef d’escadron le 5 février 1792, puis chef de brigade du 2e régiment de Cavalerie le 23 mai 1792, il combat sous les ordres du général Munnier, à Spire le 29 septembre 1792 et avec le général Beauvoir, à Bingen le 27 mars 1793.
Il est promu général de brigade à l’armée de la Moselle le 15 mai 1793, il est suspendu comme noble le 24 septembre suivant. Il obtient une pension de retraite le 31 mars 1796.
Il est relevé de sa suspension le 24 décembre 1796.

## Sources
- (en) « Generals Who Served in the French Army during the Period 1789 - 1814: Eberle to Exelmans »
- http://lesapn.forumactif.fr/t3914-beaujeu-de-edme-henry-general-de-brigade-revolution
- Docteur Robinet, Jean-François Eugène et J. Le Chapelain, Dictionnaire historique et biographique de la révolution et de l'empire, 1789-1815, volume 1, Librairie Historique de la révolution et de l’empire, 900 p. (lire en ligne), p. 133.